# Valderas
Valderas là một đô thị trong tỉnh León, Castile và León, Tây Ban Nha. Theo điều tra dân số 2004 (INE), đô thị này có dân số là 2.049 người.

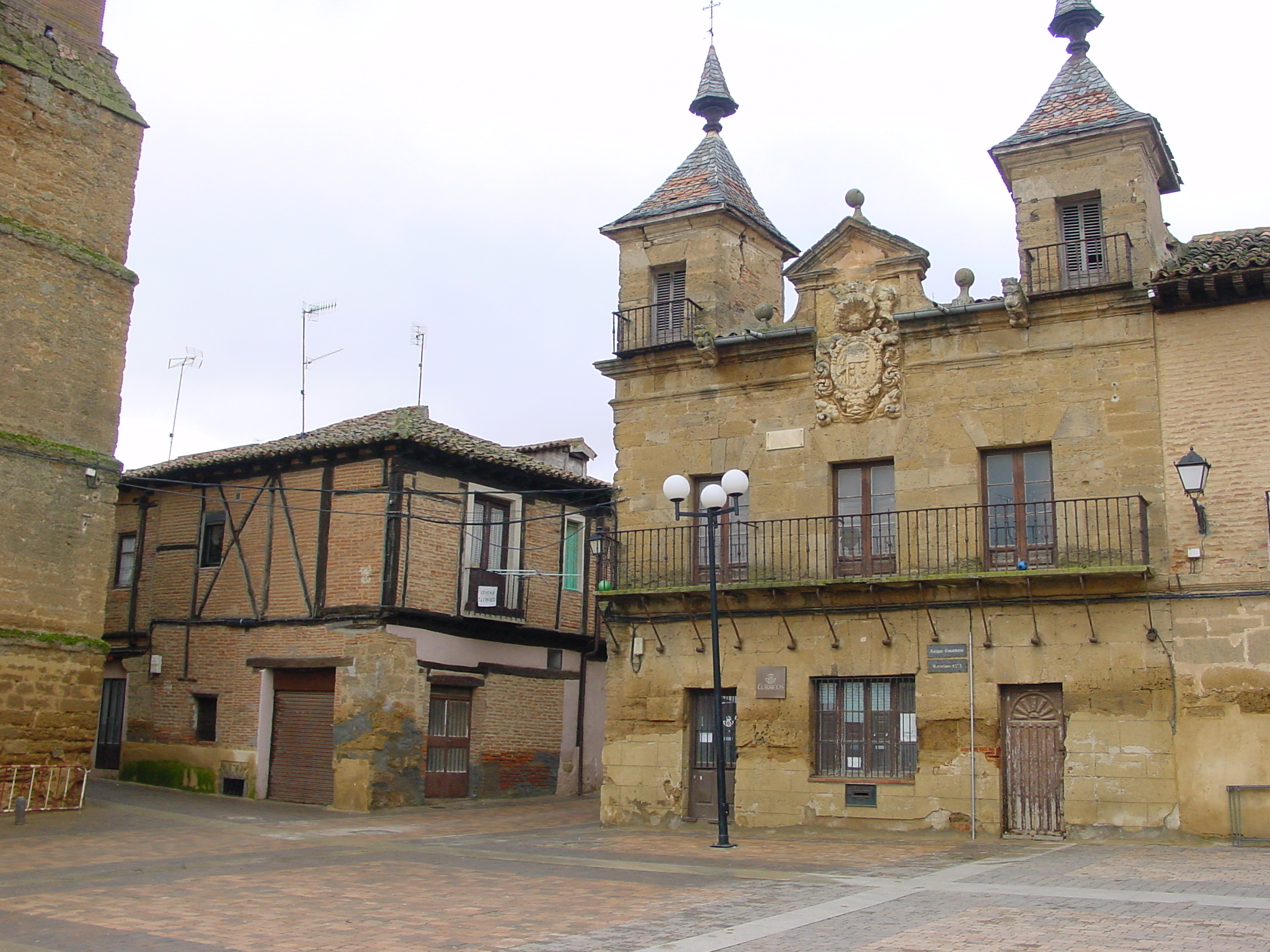
Consistorio
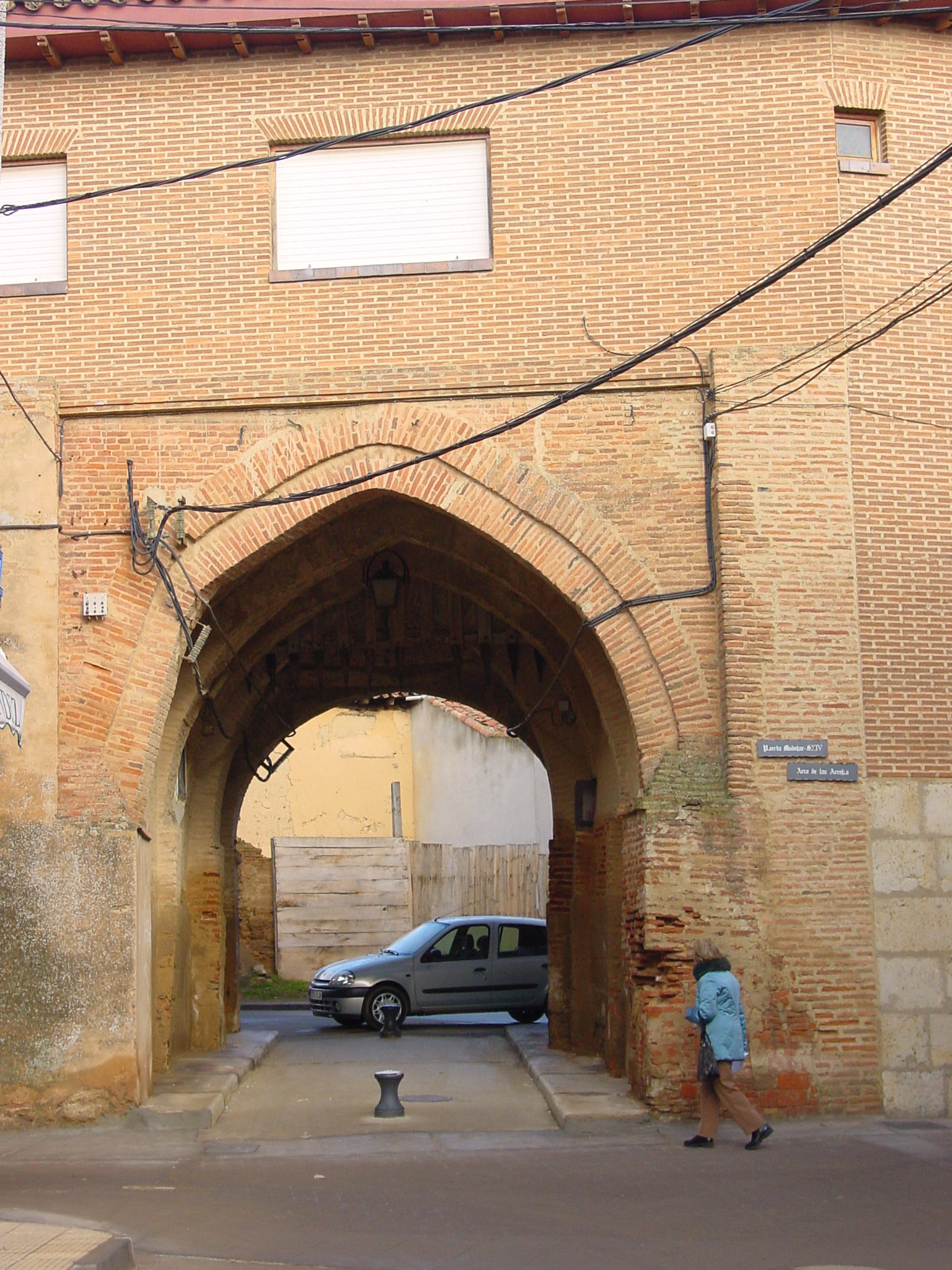
Arrejas Arch
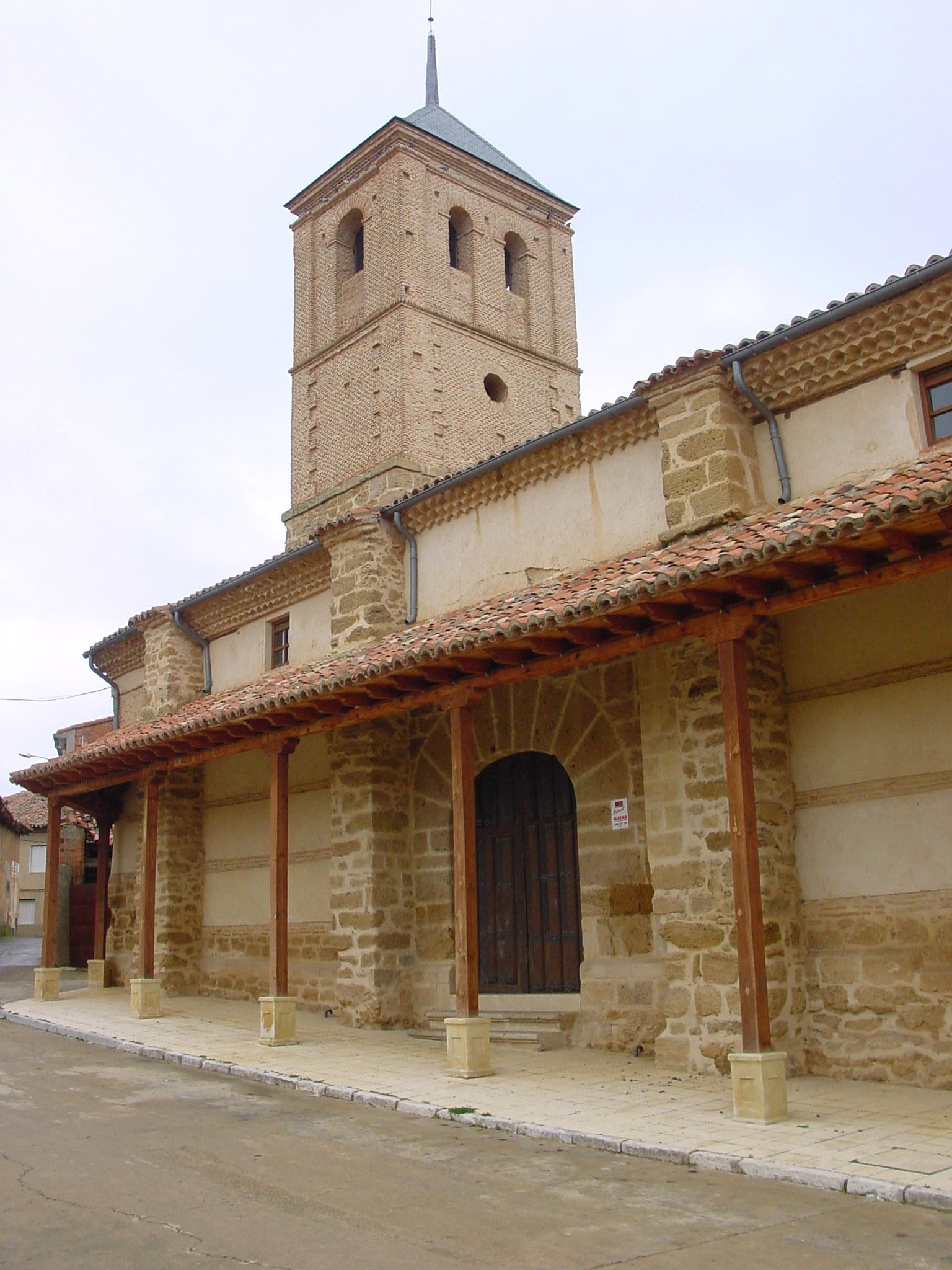
Iglesia de San Juan